# Universitar
Un universitar este o persoană care face parte din corpul didactic sau de cercetare al unei universități sau al altei instituții de învățământ superior. Denumirea se aplică atât deținătorilor unui titlu universitar cât și cercetătorilor cu funcții echivalente în alte instituții sau organizații. Echivalentul în engleză este academic (substantiv) iar în germană akademiker; acestea nu trebuie confundate cu titlul de academician din limba română.